# Jeux du Commonwealth de 1998

Logo des XVIe jeux du Commonwealth

Les Jeux du Commonwealth de 1998 se sont déroulés du 11 au 21 septembre 1998 à Kuala Lumpur, capitale de la Malaisie. C'était la première fois qu'ils se tenaient sur le continent asiatique, et la première fois également que le programme incluait des sports d'équipe. Ces jeux ont rassemblé 3 638 concurrents provenant de 69 pays.

## Sports programmés
Le programme des Jeux comptait 215 épreuves, dans les sports et disciplines suivants :
|  | - Athlétisme (résultats) - Badminton - Bowling - Bowls - Boxe (résultats) - Cricket - Cyclisme - Gymnastique - Haltérophilie | - Hockey sur gazon - Netball - Rugby à sept - Sports aquatiques : - Natation (résultats) - Natation synchronisée - Plongeon - Squash - Tir |  |

## Délégations présentes

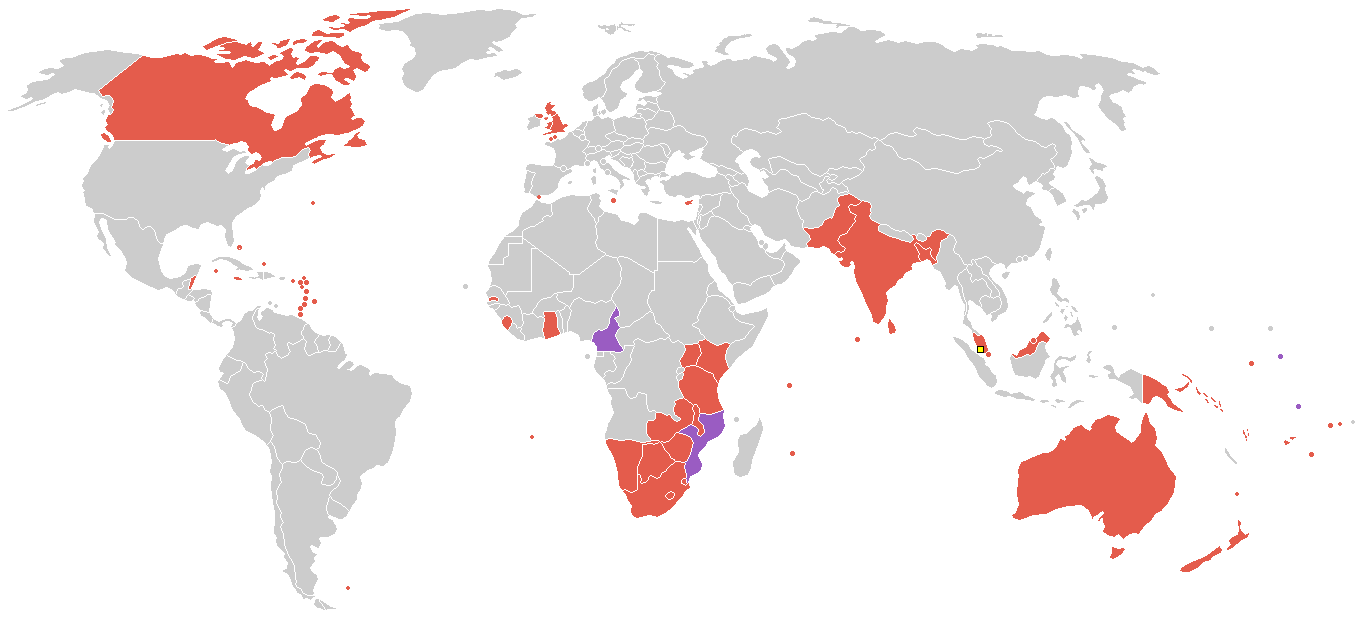
Répartition géographique des délégations présentes

3638 sportifs venus de 70 pays participent aux jeux du Commonwealth de 2002.

## Tableau des médailles
| Rang  | Pays                      | Médaille d'or | Médaille d'argent | Médaille de bronze | Total |
| 1     | Australie                 | 82            | 61                | 57                 | 200   |
| 2     | Angleterre                | 36            | 49                | 53                 | 138   |
| 3     | Canada                    | 30            | 31                | 40                 | 101   |
| 4     | Malaisie                  | 10            | 14                | 12                 | 36    |
| 5     | Afrique du Sud            | 9             | 11                | 14                 | 34    |
| 6     | Nouvelle-Zélande          | 8             | 6                 | 20                 | 34    |
| 7     | Inde                      | 7             | 10                | 8                  | 25    |
| 8     | Kenya                     | 7             | 5                 | 4                  | 16    |
| 9     | Jamaïque                  | 4             | 2                 | 0                  | 6     |
| 10    | Pays de Galles            | 3             | 4                 | 8                  | 15    |
| 11    | Écosse                    | 3             | 2                 | 7                  | 12    |
| 12    | Nauru                     | 3             | 0                 | 0                  | 3     |
| 13    | Irlande du Nord           | 2             | 1                 | 1                  | 4     |
| 14    | Zimbabwe                  | 2             | 0                 | 3                  | 5     |
| 15    | Ghana                     | 1             | 1                 | 3                  | 5     |
| 16    | Maurice                   | 1             | 1                 | 2                  | 4     |
| 17    | Chypre                    | 1             | 1                 | 1                  | 3     |
| 17    | Tanzanie                  | 1             | 1                 | 1                  | 3     |
| 17    | Trinité-et-Tobago         | 1             | 1                 | 1                  | 3     |
| 20    | Bahamas                   | 1             | 1                 | 0                  | 2     |
| 20    | Mozambique                | 1             | 1                 | 0                  | 2     |
| 22    | Barbade                   | 1             | 0                 | 2                  | 3     |
| 23    | Lesotho                   | 1             | 0                 | 0                  | 1     |
| 24    | Cameroun                  | 0             | 3                 | 3                  | 6     |
| 25    | Namibie                   | 0             | 2                 | 1                  | 3     |
| 26    | Seychelles                | 0             | 2                 | 0                  | 2     |
| 27    | Sri Lanka                 | 0             | 1                 | 1                  | 2     |
| 28    | Bermudes                  | 0             | 1                 | 0                  | 1     |
| 28    | Fidji                     | 0             | 1                 | 0                  | 1     |
| 28    | Île de Man                | 0             | 1                 | 0                  | 1     |
| 28    | Pakistan                  | 0             | 1                 | 0                  | 1     |
| 32    | Papouasie-Nouvelle-Guinée | 0             | 0                 | 1                  | 1     |
| 32    | Ouganda                   | 0             | 0                 | 1                  | 1     |
| 32    | Zambie                    | 0             | 0                 | 1                  | 1     |
| Total | Total                     | 215           | 215               | 245                | 675   |